# Morwell River
Der Morwell River ist ein Fluss im zentralen Gippsland im australischen Bundesstaat Victoria.
Er entspringt im Strzelecki-Gebirge (am Nordhang des Mount Fatigue), fließt dann nordwärts an den Kleinstädten Boolarra und Yinnar vorbei nach Morwell. Bei Traralgon mündet der kanalisierte und in Rohrleitungen um Braunkohletagebaue herumgeführte Fluss in den Latrobe River.